# Steven Levitsky

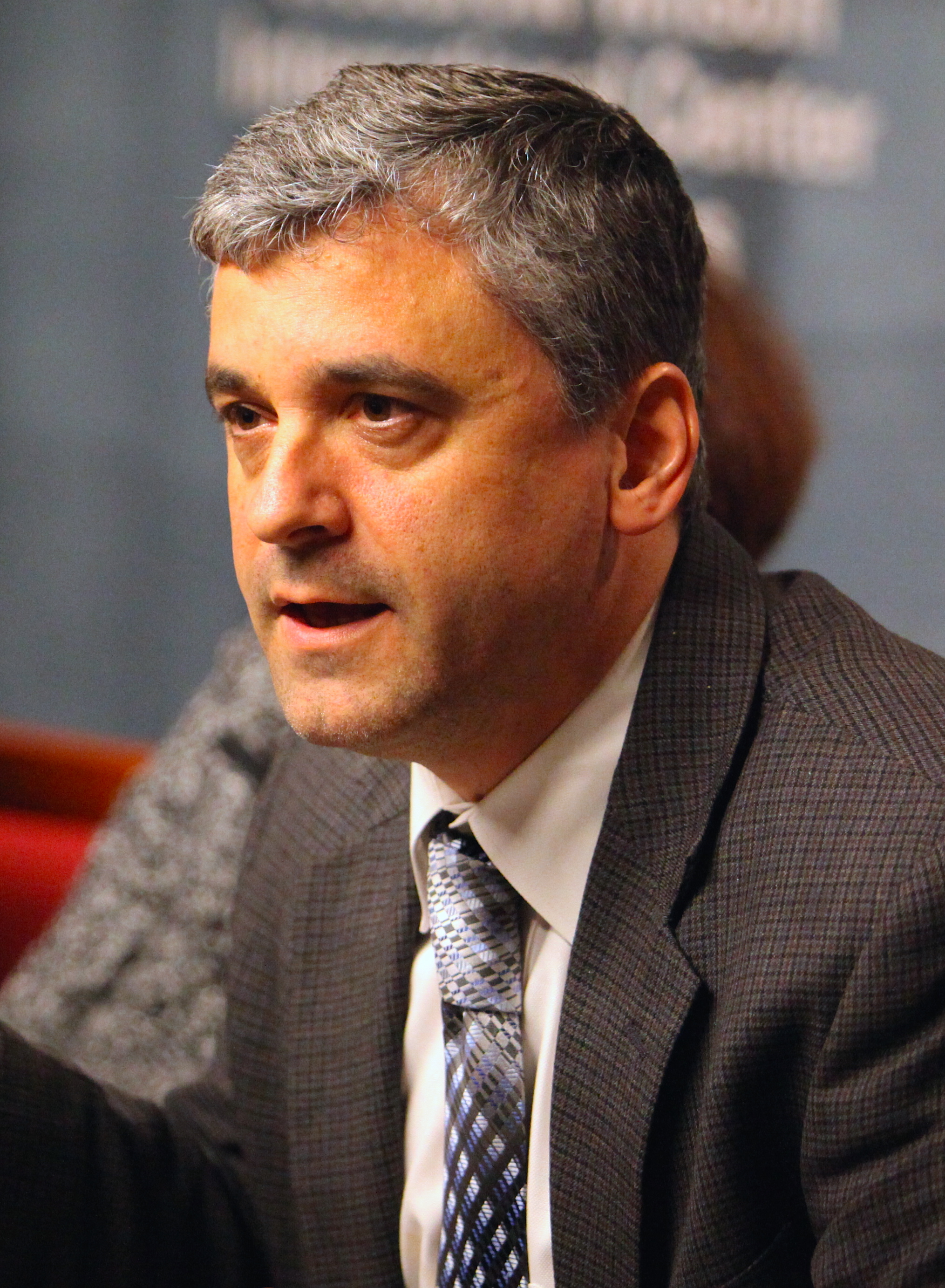
Steven Levitsky (2013)

Steven Levitsky (* 1968 in Ithaka, New York) ist ein US-amerikanischer Politikwissenschaftler, der als Professor für Regierungslehre an der Harvard University lehrt. Besondere Aufmerksamkeit erlangte Levitsky mit dem Buch How Democracies Die (Wie Demokratien sterben. Und was wir dagegen tun können.), in dem er zusammen mit Daniel Ziblatt mit Blick auf die Vereinigten Staaten, Lateinamerika und Europa die Aushöhlung demokratischer Institutionen und Prozesse beschreibt. Das Buch wurde in 22 Sprachen übersetzt, stand auf der Bestsellerliste der New York Times und erhielt 2018 den NDR Kultur Sachbuchpreis sowie 2019 den Goldsmith Book Prize.

## Schriften
- Steven Levitsky, Daniel Ziblatt: How Democracies Die. New York: Crown, 2018
  - Steven Levitsky, Daniel Ziblatt: Wie Demokratien sterben. Und was wir dagegen tun können. Aus dem Amerikanischen von Klaus-Dieter Schmidt. Deutsche Verlags-Anstalt, München 2018, ISBN 978-3-421-04810-3.
- Steven Levitsky, Daniel Ziblatt: Politik als Kriegsführung. In: Blätter für deutsche und internationale Politik, 8/2018.
- Steven Levitsky, Daniel Ziblatt: Das Ende der amerikanischen Demokratie? In: Blätter für deutsche und internationale Politik, 11/2020.
- Steven Levitsky, Lucan Way: Revolution and Dictatorship: The Violent Origins of Durable Authoritarianism. Princeton University Press, Princeton 2022, ISBN 978-0-691-16952-1.
- Steven Levitsky, Daniel Ziblatt: Tyranny of the Minority: Why American Democracy Reached the Breaking Point. Crown, New York 2023, ISBN 978-0-593-44307-1.
  - Steven Levitsky, Daniel Ziblatt: Die Tyrannei der Minderheit : Warum die amerikanische Demokratie am Abgrund steht und was wir daraus lernen können. Übersetzung Klaus-Dieter Schmidt. München: Deutsche Verlags-Anstalt, 2024